# Роман, Јаков, Филотеј, Иперихије, Авив, Јулијан и Паригорије
Свети мученици Роман, Јаков, Филотеј, Иперихије, Авив, Јулијан и Паригорије пострадаше за Господа Исуса Христа на Самосату у време цара Максимијана 297. године.
Филотеј и Иперихије беху великаши, а остали беху младићи знаменита рода. Уморише их незнабошци грозном смрћу, укуцавши ексере у главу сваком од њих. Часно пострадаше и у вечну радост уђоше.
Српска православна црква слави их 29. јануара по црквеном, а 11. фебруара по грегоријанском календару.